# Polycommander
El Polycommander fue un petrolero de bandera noruega, construido en 1965, que el 5 de mayo de 1970 encalló a la altura de las Islas Cíes, debido a un error del capitán cuando abandonaba la ría de Vigo. provocando la mayor catástrofe ecológica de esta ría gallega.

## Características del buque
El Polycommander fue construido en los astilleros suecos de Eriksbergs Mekaniska Verksted, en Gotemburgo, en el año 1965, por encargo de armador Einar Rasmussen. Su eslora era de 230 metros por 29,5 de manga y un calado de 12. Tenía un motor principal de 15 000 caballos de potencia y un peso muerto de 50 380 toneladas. Transportaba 49 414 toneladas de petróleo crudo de la variedad Light Arabian.

## El accidente
El petrolero transportaba petróleo crudo desde Sidón (en el Líbano) hasta Donges (Francia), cuando se vio obligado a desviarse a Vigo por la necesidad de desembarcar a Karin Alstad. Durante la madrugada del 5 de mayo y a causa de un error del capitán A. Strom Olsen, que se acercó demasiado a la isla de Monteagudo, en las Cíes, encalló sobre los arrecifes existentes entre la Punta Muxieiro y la playa de Figueiras. Según parece, el barco tenía que haber virado a estribor en la salida de la ría para enfilar el canal norte, entre las Cíes y Cabo Home pero no lo hizo –o no viró a tiempo, y terminó chocando en la isla. Se responsabilizó también al práctico del puerto de Vigo, Joaquín Miller, que dirigía la salida del buque, por no instruir adecuadamente al capitán (quizás por simples dificultades de comunicación, o no dominar el inglés), pero no fue condenado en el juicio. En el juicio, celebrado en Ferrol en febrero de 1971, únicamente resultaron condenados el capitán y el primer oficial, a 3 meses y 1 mes respectivamente, así como al pago de 21 millones de pesetas por los daños ocasionados por el vertido.

Eran las 04,20 horas de la madrugada del 5 de mayo de 1970 cuando sucedió el percance, entrara el barco de arribada al puerto de Vigo, para desembarcar a una camarera enferma, cuando encalló e inmediatamente comenzó a perder crudo por una enorme abertura en su costado... La llamarada en tromba, la humareda del carburante, el crudo derramado sobre el mar constituyeron el dramático espectáculo que podía ser observado desde cualquier punto de la ría de Vigo...

El choque con los fondos causó una grieta en el casco por su costado de babor, lo que provocó el vertido de la carga. El petróleo se incendió a causa de las chispas que salían del tubo de escape de un pesquero que faenaba en las inmediaciones. Durante las 30 horas siguientes, el incendio se extiende por todo el barco, a la vez que se producen varias explosiones.
Los 39 tripulantes, entre ellos cinco mujeres y dos niños, fueron rescatados con vida, pero cuatro marineros que participaron en las labores de extinción del incendio sufrieron graves quemaduras.
Los restos del Polycommander fueron desencallados el 26 de julio. Fueron adquiridos por un armador griego, Nisos Delos, que tuvo que pagar 28 millones de dólares, y trasladados por el remolcador vigués José Elduayen a la ensenada de Barra, en Aldán (Cangas), el día 30. Desde allí, tras taponar provisionalmente las grietas sufridas en el casco, el barco fue remolcado en octubre hasta el puerto del Pireo (Grecia) para ser reparado definitivamente. Una vez reparado continuó navegando pero bajo el nombre de Yanxilas y bajo bandera griega, hasta ser retirado de la navegación en 1983.

## Impacto medioambiental
Se calcula que la cantidad vertida fue de unas 15 000 toneladas. Los intentos de sofocar el incendio con espuma lanzada desde aviones y barcos anticontaminación fueron infructuosos y no se apagó hasta dos días después. Las barreras instaladas para contener la marea negra fueron ineficaces. Aun así, solo resultaron afectados unos 5 km de costa, de la zona de Bayona y Panjón (por ejemplo, las playas de Patos, Canido, Sobreira, Cangas y Samil, entre otras), se bien el humo negro provocado por el incendio cubrió una zona muy amplía.
En los días siguientes del accidente, la carga que no se quemó fue transvasada a barcos petroleros auxiliares de la compañía CAMPSA (Campaláns, Campollano y Camponalón) y desde estos al Albuera.